# Кантон (Техас)
Кантон (англ. Canton) — місто (англ. city) в США, в окрузі Ван-Зандт штату Техас. Населення — 4229 осіб (2020).

## Географія
Кантон розташований за координатами 32°33′15″ пн. ш. 95°51′49″ зх. д. / 32.55417° пн. ш. 95.86361° зх. д. (32.554245, -95.863534).  За даними Бюро перепису населення США в 2010 році місто мало площу 16,48 км², з яких 15,26 км² — суходіл та 1,22 км² — водойми.

## Демографія
Згідно з переписом 2010 року, у місті мешкала 3581 особа в 1383 домогосподарствах у складі 902 родин. Густота населення становила 217 осіб/км².  Було 1539 помешкань (93/км²).
Расовий склад населення:
| - 91,1 % — білих - 2,3 % — чорних або афроамериканців - 1,1 % — корінних американців - 1,0 % — азіатів - 0,1 % — вихідців з тихоокеанських островів - 1,8 % — осіб інших рас |

До двох чи більше рас належало 2,6 %. Частка іспаномовних становила 7,3 % від усіх жителів.
За віковим діапазоном населення розподілялося таким чином: 23,4 % — особи молодші 18 років, 55,1 % — особи у віці 18—64 років, 21,5 % — особи у віці 65 років та старші. Медіана віку мешканця становила 39,0 року. На 100 осіб жіночої статі у місті припадало 89,5 чоловіків;  на 100 жінок у віці від 18 років та старших — 87,7 чоловіків також старших 18 років.
Середній дохід на одне домашнє господарство  становив 54 115 доларів США (медіана — 38 553), а середній дохід на одну сім'ю — 72 919 доларів (медіана — 59 286). Медіана доходів становила 49 018 доларів для чоловіків та 36 375 доларів для жінок. За межею бідності перебувало 19,1 % осіб, у тому числі 19,2 % дітей у віці до 18 років та 13,7 % осіб у віці 65 років та старших.
Цивільне працевлаштоване населення становило 1733 особи. Основні галузі зайнятості: роздрібна торгівля — 26,1 %, освіта, охорона здоров'я та соціальна допомога — 25,0 %, мистецтво, розваги та відпочинок — 10,5 %, виробництво — 7,4 %.